# Sistema de suministro eléctrico
El sistema de suministro eléctrico comprende el conjunto de medios y elementos útiles para la generación, él transporte y la distribución de la energía eléctrica. Este conjunto está dotado de mecanismos de control, seguridad y protección.
Constituye un sistema integrado que además de disponer de sistemas de control distribuido, está regulado por un sistema de control centralizado que garantiza una explotación racional de los recursos de generación y una calidad de servicio acorde con la demanda de los usuarios, compensando las posibles incidencias y fallas producidas.
Con este objetivo, tanto la red de transporte como las subestaciones asociadas a ella pueden ser propiedad, en todo o en parte y, en todo caso, estar operadas y gestionadas por un ente independiente de las compañías propietarias de las centrales y de las distribuidoras o comercializadoras de electricidad.
Asimismo, el sistema precisa de una organización económica centralizada para planificar la producción y la remuneración a los distintos agentes del mercado si, como ocurre actualmente en muchos casos, existen múltiples empresas participando en las actividades de generación, distribución y comercialización.
En la figura siguiente, se pueden observar en un diagrama esquematizado las distintas partes componentes del sistema de suministro eléctrico:
Figura 1: Diagrama esquematizado del Sistema de suministro eléctrico

## Generación
En los sistemas de suministro eléctrico centralizados, la energía eléctrica se genera en las centrales eléctricas. Una central eléctrica es una instalación que utiliza una fuente de energía primaria para hacer girar una turbina que, a su vez, hace girar un alternador, generando así electricidad. 
En los sistemas de suministro eléctrico distribuidos, la energía eléctrica se produce (recolecta) tanto en centrales eléctricas como en muchos de los propios nodos consumidores, que son capaces de revertir su excedente energético a la red para abastecer a otros.
El hecho de que la electricidad, a nivel industrial, no pueda ser almacenada y deba consumirse en el momento en que se produce, obliga a disponer de capacidades de producción con potencias elevadas para hacer frente a las puntas de consumo con flexibilidad de funcionamiento para adaptarse a la demanda.

## Transporte
La red de transporte es la encargada de enlazar las centrales con los puntos de utilización de energía eléctrica.
Para un uso racional de la electricidad es necesario que las líneas de transporte estén interconectadas entre sí con estructura de forma mallada, de manera que puedan transportar electricidad entre puntos muy alejados, en cualquier sentido y con las menores pérdidas posibles.
Este transporte puede hacerse con líneas de corriente alterna o corriente directa.

## Subestaciones
Las instalaciones llamadas subestaciones son plantas transformadoras que se encuentran junto a las centrales generadoras (Estación elevadora en la Figura 1) y en la periferia de las diversas zonas de consumo, enlazadas entre ellas por la Red de Transporte. En estas últimas se reduce la tensión de la electricidad de la tensión de transporte a la de distribución.

## Distribución
Desde las subestaciones ubicadas cerca de las áreas de consumo, el servicio eléctrico es responsabilidad de la compañía suministradora (distribuidora), que ha de construir y mantener las líneas necesarias para llegar a los clientes. Estas líneas, realizadas a distintas tensiones, y las instalaciones en que se reduce la tensión hasta los valores utilizables por los usuarios, constituyen la red de distribución. Las líneas de la red de distribución pueden ser aéreas o subterráneas.

## Centros de transformación

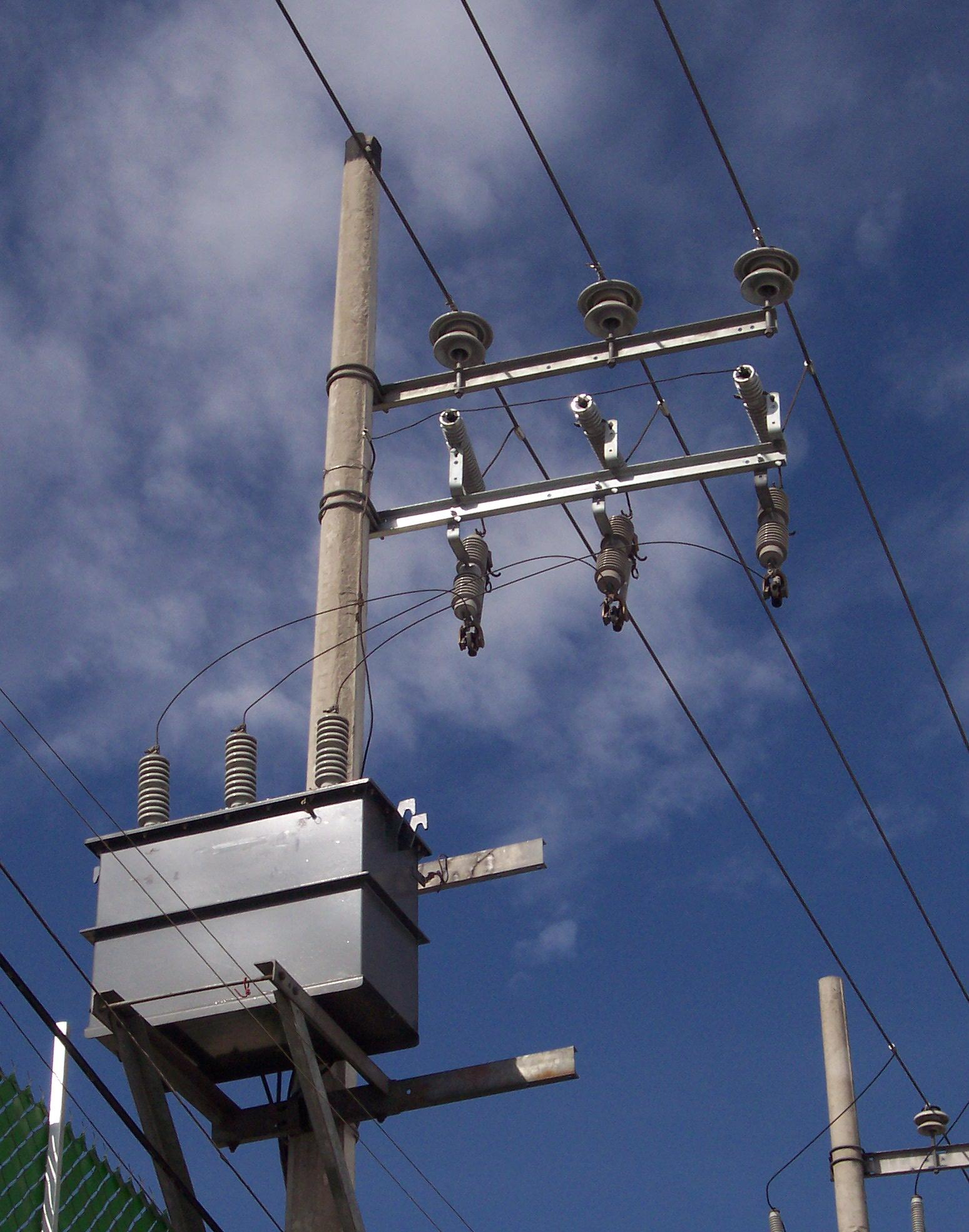
Transformador final a 127 V C.A. para alimentar una institución escolar

Los Centros de Transformación, dotados de transformadores o autotransformadores alimentados por las líneas de distribución en Media Tensión, son los encargados de realizar la última transformación, efectuando el paso de las tensiones de distribución a la Tensión de utilización.

## Instalación de enlace
El punto que une las redes de distribución con las instalaciones interiores de los clientes se denomina Instalación de Enlace y está compuesta por: Acometida, Caja general de protección, Líneas repartidoras y Derivaciones individuales.25465

## Continuidad de suministro
La Interrupción de Alimentación es la condición en la que el valor eficaz de la tensión en los puntos de suministro no supera el 10 por 100 de la tensión declarada.
La continuidad de suministro es el contenido de la calidad de servicio relativo al número y duración de las interrupciones de suministro de duración superior a tres minutos.
Los Indicadores de Continuidad de Suministro son los índices numéricos definidos al efecto de medir el número y/o la duración de las interrupciones de duración mayor de tres minutos que afectan a los clientes.
El TIEPI (Tiempo de Interrupción Equivalente de la Potencia Instalada) es el tiempo de interrupción equivalente de la potencia instalada en media tensión (1 kV < V S 36 kV).
El Percentil 80 del TIEPI es el valor del TIEPI que no es superado por el 80 por 100 de los municipios del ámbito provincial, dentro de cada tipo de zona (zona urbana, zona semiurbana,
zona rural).
El TIEPI mide la calidad del suministro eléctrico.

## Mantenimiento de la frecuencia y la tensión
La frecuencia de la red es el resultado del equilibrio entre la generación y el consumo en tiempo real. Requiere un ajuste permanente de la generación para adaptarse a la demanda. Ello se lleva a cabo gracias a la regulación primaria, secundaria y terciaria, cada una actuando a distintos horizontes temporales.

### Internacional
- Internacional Council on Large Electric Systems - CIGRE.
- Energy Information Controller - e-info.

### España
- UNESA.
- Red Eléctrica de España - REE.
- Operador del Mercado Español de Electricidad - OMEL Archivado el 6 de septiembre de 2004 en Wayback Machine..
- Comisión Nacional de la Energía - CNE.
- Instituto para la Diversificación y el Ahorro de la Energía - IDAE.
- Tratado de Regulación del Sector Eléctrico IBERDROLA.

### Material didáctico sobre el funcionamiento del sistema eléctrico
- Símil del sistema eléctrico con una bicicleta tándem

- Datos: Q17996835